# Antonio Manetti
Antonio di Tuccio Manetti (6 de julho de 1423 – 26 de maio de 1497) foi um matemático e arquiteto italiano de Florença. Ele é particularmente conhecido por suas investigações sobre o local, forma e tamanho do Inferno de Dante. Embora Manetti nunca tenha publicado suas pesquisas sobre o tema, os primeiros editores renascentistas florentinos do poema, Cristoforo Landino e Girolamo Benivieni, relataram os resultados de suas pesquisas em suas respectivas edições da Divina Comédia. Manetti também é famoso por sua novela, O Carpinteiro Gordo, que relata uma cruel pegadinha criada por Brunelleschi. Além disso, sua suposta autoria da biografia de Filippo Brunelleschi tem sido amplamente discutida e analisada. Manetti foi ainda membro da Arte di Por Santa Maria (também conhecida como Arte della Seta), uma das sete guildas Arti Maggiori de Florença.

## Vida
Dos registos da Parte Guelfa, torna-se evidente que Manetti tinha 4 irmãos, chamados Nezzo di Tuccio Marabottino, Lorenzo di Tuccio Marabottino, Marabottino di Tuccio di Marabottino e Benedetto di Tuccio Marabottino. Também presente nos registos está o que parece ser o seu neto, Benedetto di Tuccio di Marabottino, o que indicaria um casamento em algum momento da sua vida.
Muito do que se sabe sobre a vida privada de Manetti provém dos trabalhos de Milanesi; ele escreve que Manetti foi nomeado Bonomini em 1470. Tornou-se membro da Balìa um ano depois e em 1475 tornou-se Vicário do Valdarno di Sopra. Em 1476 foi um dos Priori e em 1481 foi Vicário de Valdinievole. Em 1485 foi Gonfalonier di Giustizia, e depois disso serviu como Podestà de Colle di Val d'Elsa. Estava entre os civis et architectus que trabalharam na fachada de S. Maria del Fiore em janeiro de 1491. A sua presença no ramo executivo do governo florentino sugere que Manetti estava bem relacionado com pensadores influentes do seu tempo.
Documentos recentes também sugerem que durante 1466 Manetti fez parte dos operai do Spedale degli Innocenti.

## Obra

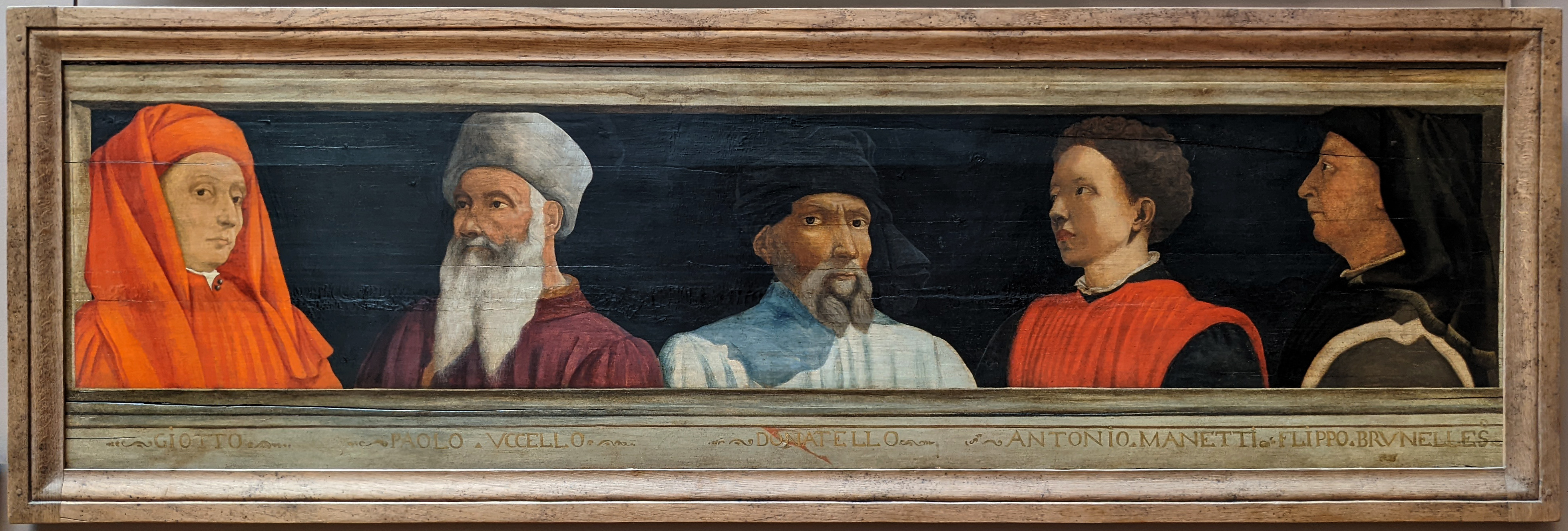
Retrato do século XVI de heróis culturais florentinos: Giotto, Paolo Ucello, Donatello, Antonio Manetti, Brunelleschi

### Biografia de Filippo Brunelleschi
Da vita de Filippo Brunelleschi, três manuscritos sobreviveram até os tempos modernos. Eles são chamados de Magliabechiana (Magl.), Pistoiese (Pist.) e Corsiniana (Cor.).

#### Magliabechiana (Magl.)
Das três, a Magliabechiana recebeu a atenção mais minuciosa. A primeira versão editada pelo Cânone Domenico Moreni foi publicada em 1812 e atribuiu a obra a um contemporâneo anônimo de Brunelleschi. O ano de 1887 trouxe a publicação de três novas edições da obra.
A primeira, e simultaneamente mais conhecida edição, foi editada por Gaetano Milanesi, que atribuiu a caligrafia a Manetti. Milanesi também modernizou a ortografia em sua edição, o que levou a críticas ao seu trabalho.
Outra edição da Magliabechiana foi editada por Carl Frey em 1887 e destinava-se a ser usada em palestras. Em comparação com outras edições, esta foi chamada de tradução mais próxima do documento original. Frey menciona que Milanesi atribuiu a autoria do documento a Manetti, no entanto, ele permanece crítico quanto à veracidade desta afirmação.
A terceira publicação foi uma versão editada da tradução de Moreni por Heinrich Holtzinger, que atribui a obra a Manetti, citando Milanesi como sua fonte. Holtzinger afirma como razão para esta republicação a raridade da versão de Moreni nas livrarias alemãs. Holtzinger também afirma que sua versão foi inicialmente criada sem acesso ao documento original e apenas nos estágios finais foi possível comparar sua versão com o documento e referir-se aos desvios em seu apêndice.

#### Pistoiese (Pist.)
Este texto foi descoberto e editado por Alessandro Chiappelli. A publicação em 1896 forneceu informações adicionais sobre alguns dos trabalhos de Brunelleschi, no entanto, Chiappelli foi criticado por trabalhar não com a Magliabechiana original, mas com a publicação de Milanesi para a primeira parte de seu trabalho. Elena Toesca publicou outra edição em 1927, usando tanto uma versão re-editada da edição de Milanesi quanto copiando o trabalho de Chiappelli.
Esta versão do manuscrito omite a primeira parte da Vita e continua onde a Magl. para abruptamente.

#### Corsiniana (Cor.)
Este manuscrito não foi publicado e não é bem conhecido. Embora compartilhe sua primeira e última frase com o manuscrito Pistoiese, é escrito em caligrafias diferentes e, portanto, não pode ser atribuído a um único autor.

##### Autoria e datação
Embora a autoria e a datação dos documentos tenham sido objeto de debate acadêmico, a maioria concorda que o documento foi escrito por Antonio Manetti antes de 1497. Cornel von Fabriczy tentou uma datação mais precisa do que a morte de Manetti e situou a obra na década de 1480. Ele apresenta como evidência o uso do tempo passado em relação a Paolo dal Pozzo Toscanelli, que morreu em 1482. Ele também afirma que a obra tinha que estar terminada antes de 1489, pois algumas mudanças em um dos edifícios de Brunelleschi foram feitas naquele ano e não registradas na biografia.
Quando se trata da autoria da Magliabechiana, o debate começa com a questão de saber se a Magl. é um documento original ou meramente uma cópia. Enquanto Moreni e Milanesi concordam que a Magl. é de fato o documento original, apenas Frey oferece evidências sobre esta conclusão. A razão para a importância deste debate é que a evidência da autoria do documento que Milanesi apresenta baseia-se na caligrafia do documento. Consequentemente, se o documento for meramente uma cópia e não o original, Manetti não é o autor original da Magl. É ainda importante que Milanesi atribua a caligrafia do documento a Manetti com base na obra de Manetti "o marceneiro gordo". Isto levou a críticas, pois Manetti é conhecido por fazer cópias de outras obras, como a tradução de Ficino de "A Monarquia de Dante". Outra parte da crítica é que a obra difere de outros escritos atribuídos a Manetti, tanto em extensão quanto em estilo.
A ausência de correções no texto levou a argumentos tanto a favor quanto contra ser uma cópia. Também foi atribuída a um estilo fluente de escrita que era praticado frequentemente pelos humanistas florentinos. Embora nenhuma conclusão final possa ser tirada, a caligrafia de Manetti foi encontrada sob um pedaço de papel colado, negando muito da evidência de uma cópia baseada na ausência de correções.

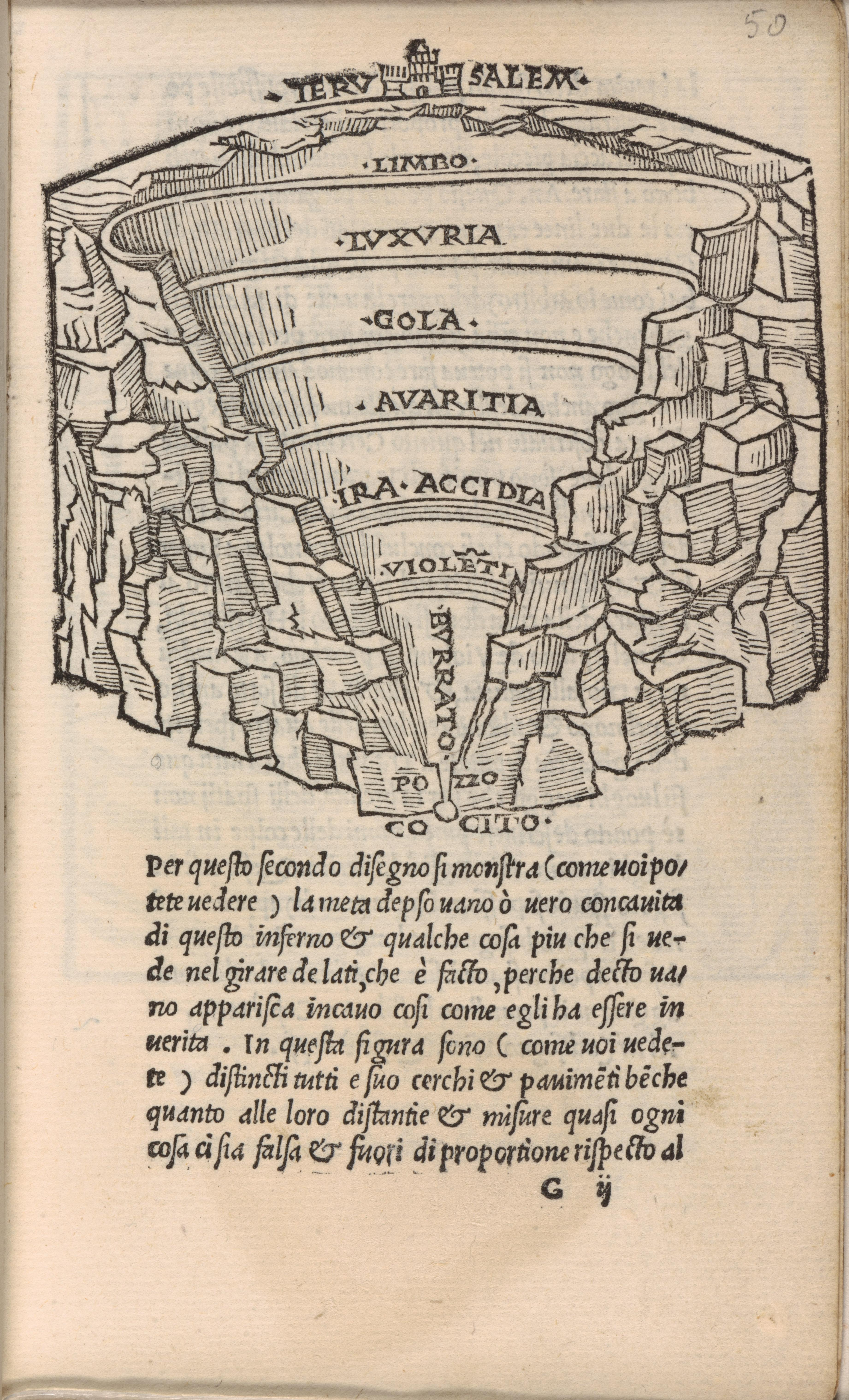
Visão geral do Inferno de Manetti

### Inferno de Dante
Embora Dante tenha descrito seu Inferno, as especificidades de sua arquitetura são deixadas à imaginação de seus companheiros pensadores, o que levou a várias versões do Inferno. A versão do Inferno de Dante de Manetti ganhou atenção através de Galileu Galilei e suas palestras sobre o inferno de Dante em 1588. Nessas palestras, Galileu comparou a forma, localização e tamanho dos Infernos propostos por Antonio Manetti e Alessandro Vellutello de Lucca. O raciocínio por trás do favoritismo de Galileu em relação ao trabalho de Manetti pode ser rastreado até um conflito político com a cidade natal de Vellutello, Lucca. Durante um conflito militar anterior entre os dois lugares em 1430, Filipo Brunelleschi havia sugerido desviar um rio para isolar Lucca e forçar uma rendição ao cerco. No entanto, isso falhou espetacularmente com a inundação do próprio acampamento florentino e levou à humilhação não apenas de Brunelleschi, mas de toda Florença.
O Inferno de Manetti consiste em uma região em forma de cone, cujo vértice está centrado e sua base centrada em Jerusalém. Manetti propõe uma linha direta do centro da Terra, simultaneamente a parte mais pesada do universo, para Jerusalém. Um arco se estende de Jerusalém sobre a Terra e a água até um duodécimo de sua circunferência. Uma extremidade deste arco tocará Jerusalém, enquanto a outra extremidade deste arco será conectada ao centro da terra por uma linha reta. Essas duas linhas retas formarão o setor de um círculo, que se movido em círculo e cortando através da Terra revelaria um buraco semelhante a um cone; o Inferno.
Os níveis do Inferno de Manetti são organizados regularmente, estando a 1/8 da circunferência da Terra de distância entre cada nível. Galileu calculou que isso levaria a um diâmetro de 405 milhas do cone em sua superfície e com isso sendo muito maior em tamanho que o Inferno de Vellutello.
O próprio Manetti nunca publicou sua investigação sobre o inferno de Dante, suas descobertas foram publicadas por Girolamo Benevieni em seu Dialogo de Antonio Manetti.

### O Marceneiro Gordo

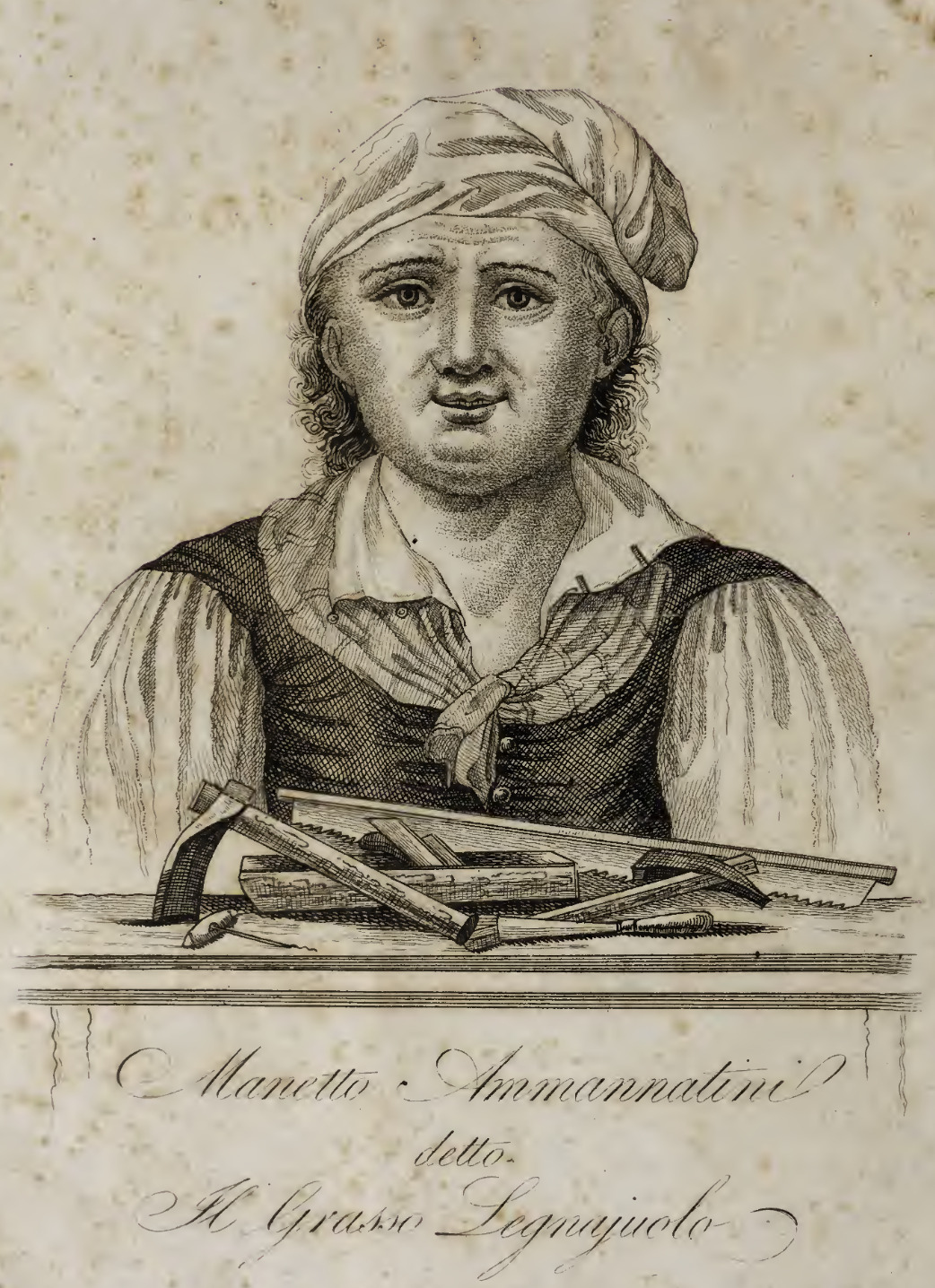
O Marceneiro Gordo

O Marceneiro Gordo ou O Entalhador Gordo (IT.: Novella del Grasso Legnajulo) é um livro humorístico na tradição das beffe. O livro conta a história de uma pegadinha cruel e juvenil pregada em um marceneiro chamado Manetto por Filipo Brunelleschi.
A história se passa no ano de 1409 em Florença, em torno de homens influentes da vida pública. O conto apresenta ao leitor a cena social de artistas e trabalhadores artesanais em Florença, enquanto estabelece Brunelleschi como um herói questionável. Esses homens frequentemente jantam juntos, mas uma noite um marceneiro chamado Manetto está ausente do grupo. Os homens interpretam isso como um desrespeito de Manetto, que é descrito como tendo uma mente simples. Os homens decidem pregar uma peça em Manetto como punição por sua recusa ao convite para jantar. Filipo Brunelleschi elabora a ideia de convencer Manetto de que ele se tornou outra pessoa, depois de convencer os outros homens de que ele é simples o suficiente para acreditar nisso.
Brunelleschi executa seu plano e consegue convencer Manetto de que ele de fato se tornou outra pessoa. A história segue a confusão interna de Manetto enquanto foca nos aspectos psicológicos da pegadinha no marceneiro. No final da história, Manetto vai para a Hungria e volta para Florença em várias ocasiões. Ele ganhou uma compreensão mais profunda do significado do eu e até sorri quando Brunelleschi finalmente se revela como o mentor alguns anos depois. Em vez de focar na crueldade da piada, a história foca em como a pegadinha beneficiou Manetto.

### Zibaldone
O Zibaldone Manetti é uma coleção de escritos da mão de Antonio Manetti, que são atribuídos a outros autores. Pode ser encontrado na Biblioteca Nacional de Florença e inclui obras como O Livro de Archandreo de Gherardi di Cremona, Immago Mundia, Della Imagine del Mondo di Santo Isidero, De Origine Civitas Florentinae de Filippo Vilani, A Vida de Carlos Magno de Donato Acciaiuolo.
As obras mostram os interesses abrangentes de Manetti, que vão desde arquitetura até astronomia e das artes até matemática, geografia e Dante.

## Galeria

Divina Comédia de Dante por Antonio Manneti
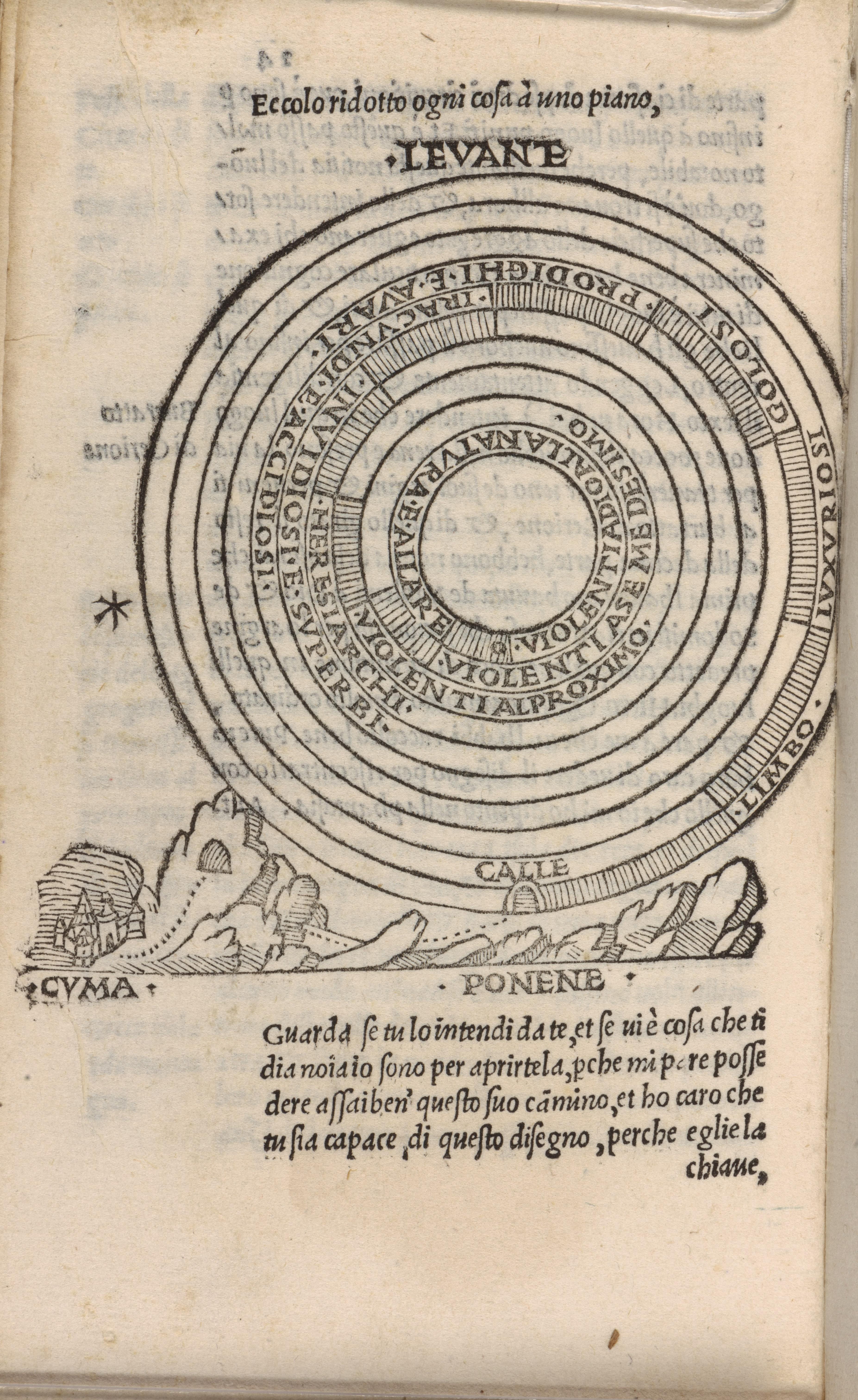
Tudo Reduzido a um Plano, 1506
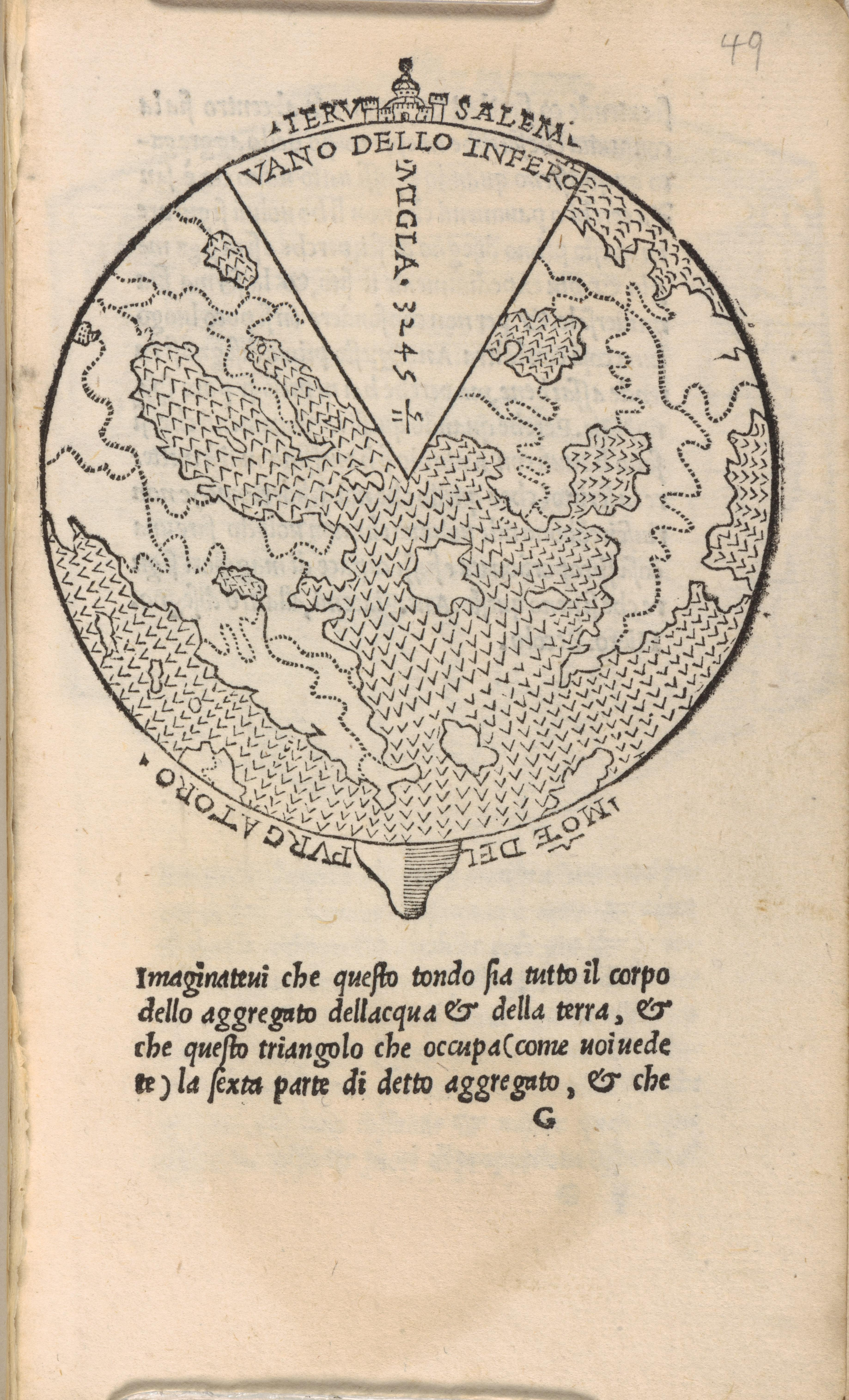
A Câmara do Inferno, 1506
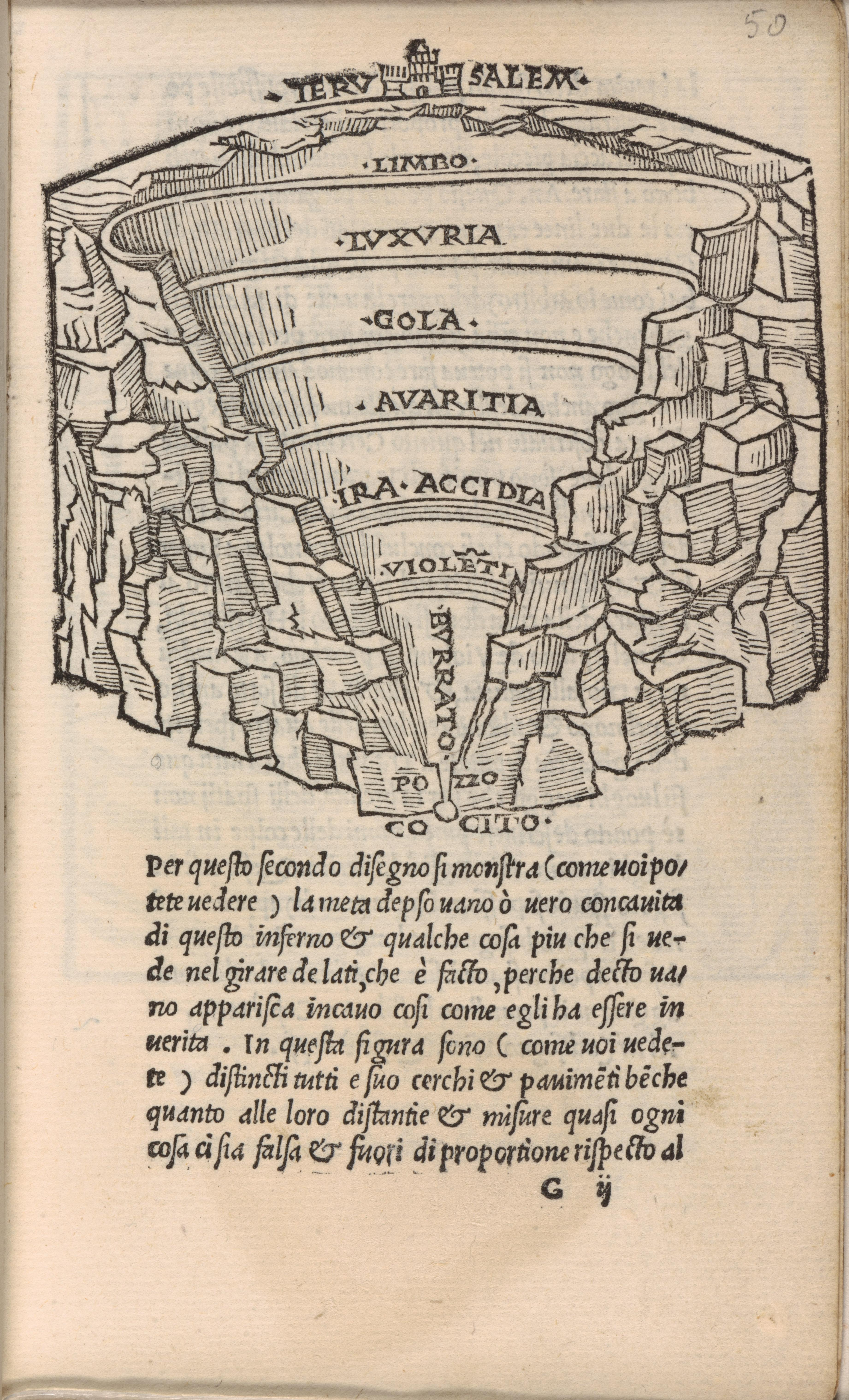
Vista do Inferno, 1506
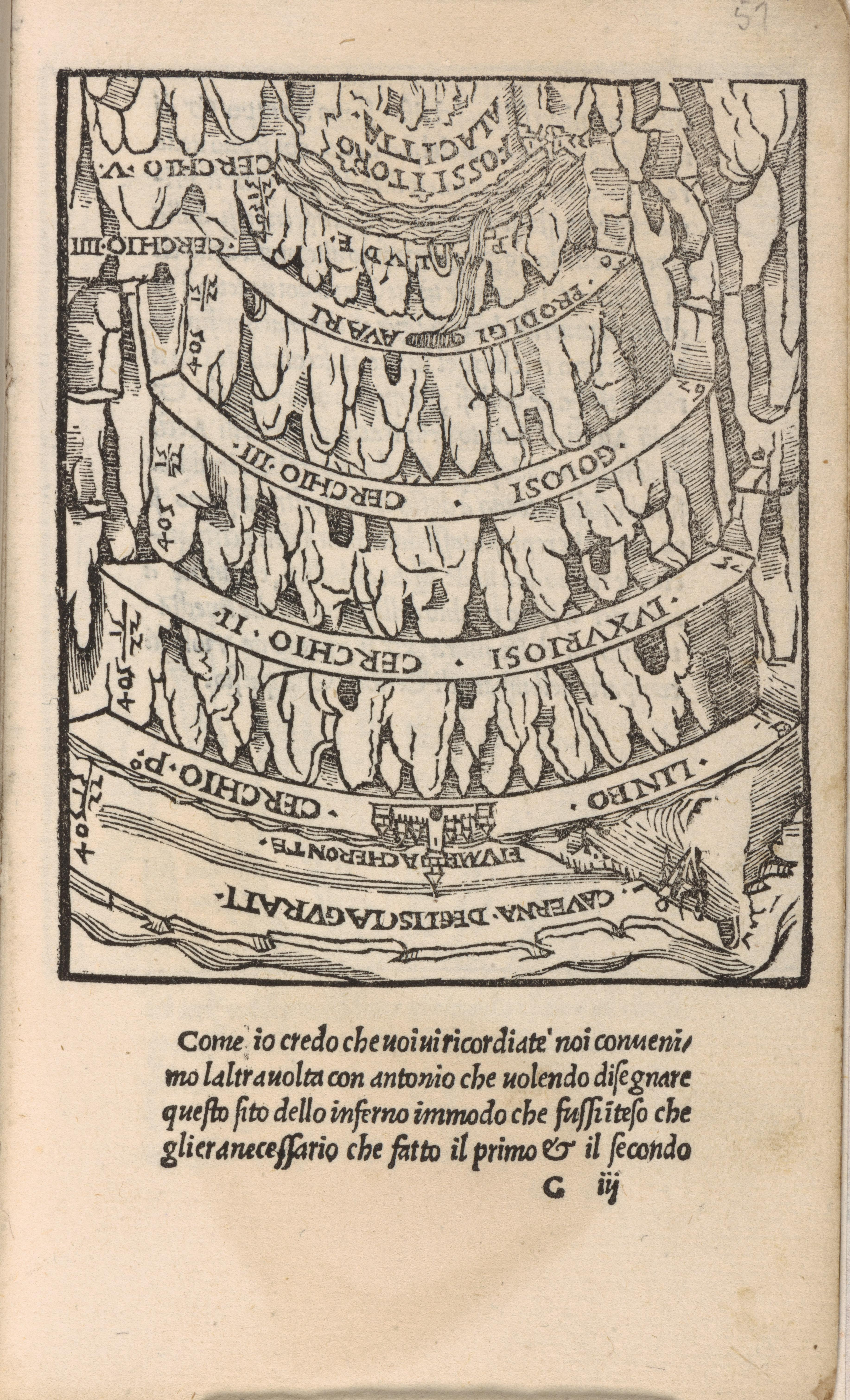
Os Primeiros Cinco Círculos, 1506
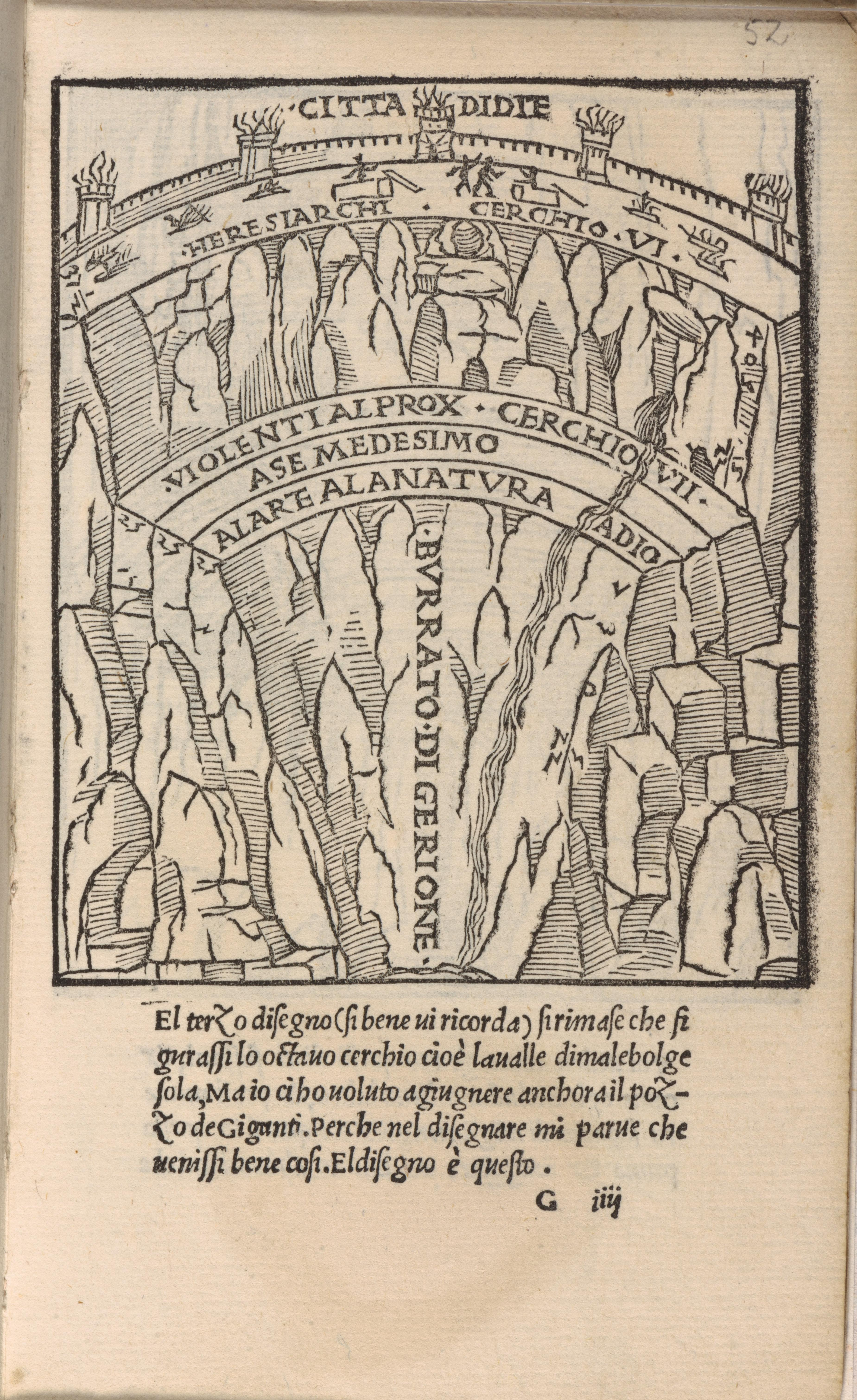
Círculos Seis e Sete, 1506
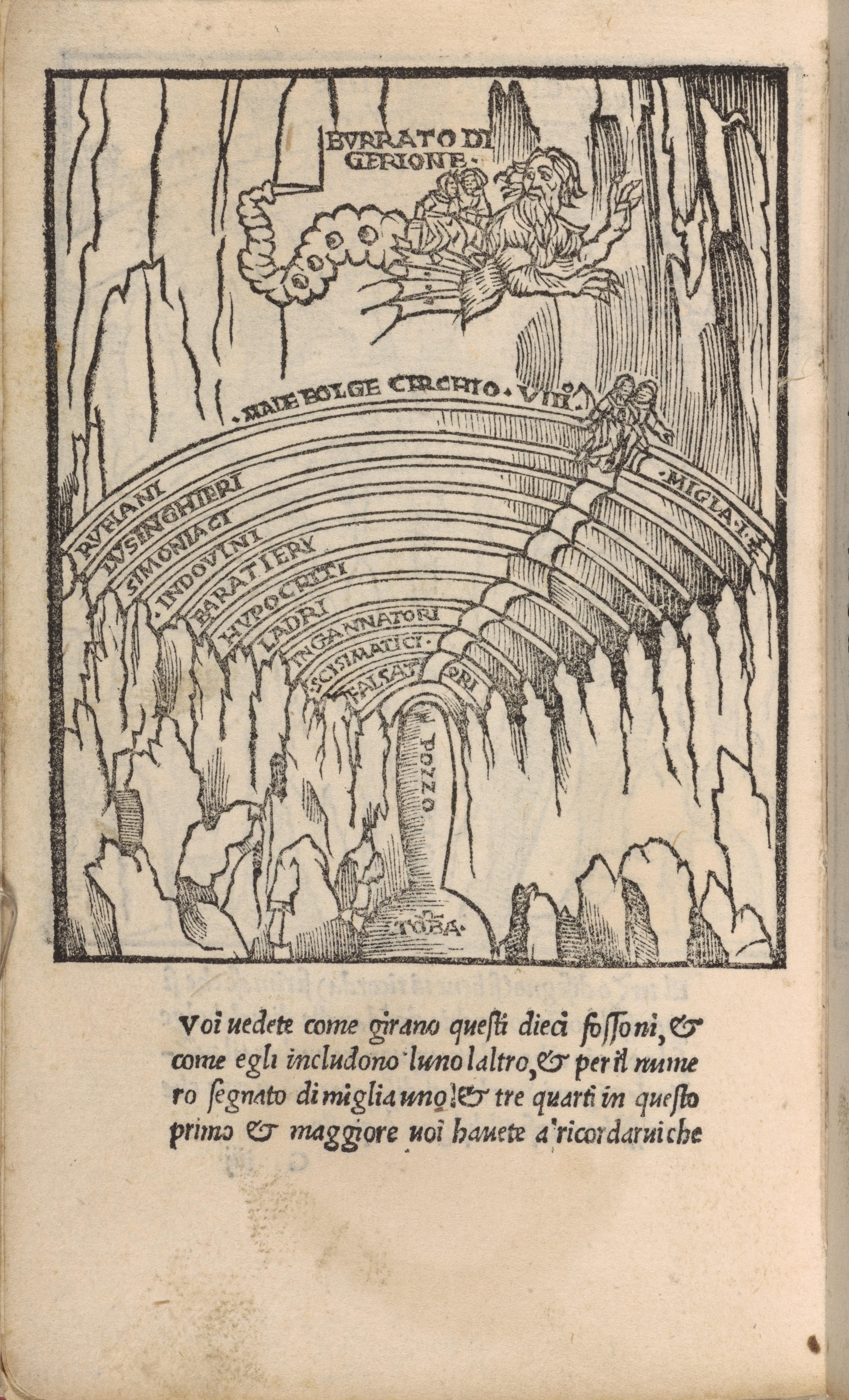
A Toca de Geryon, 1506
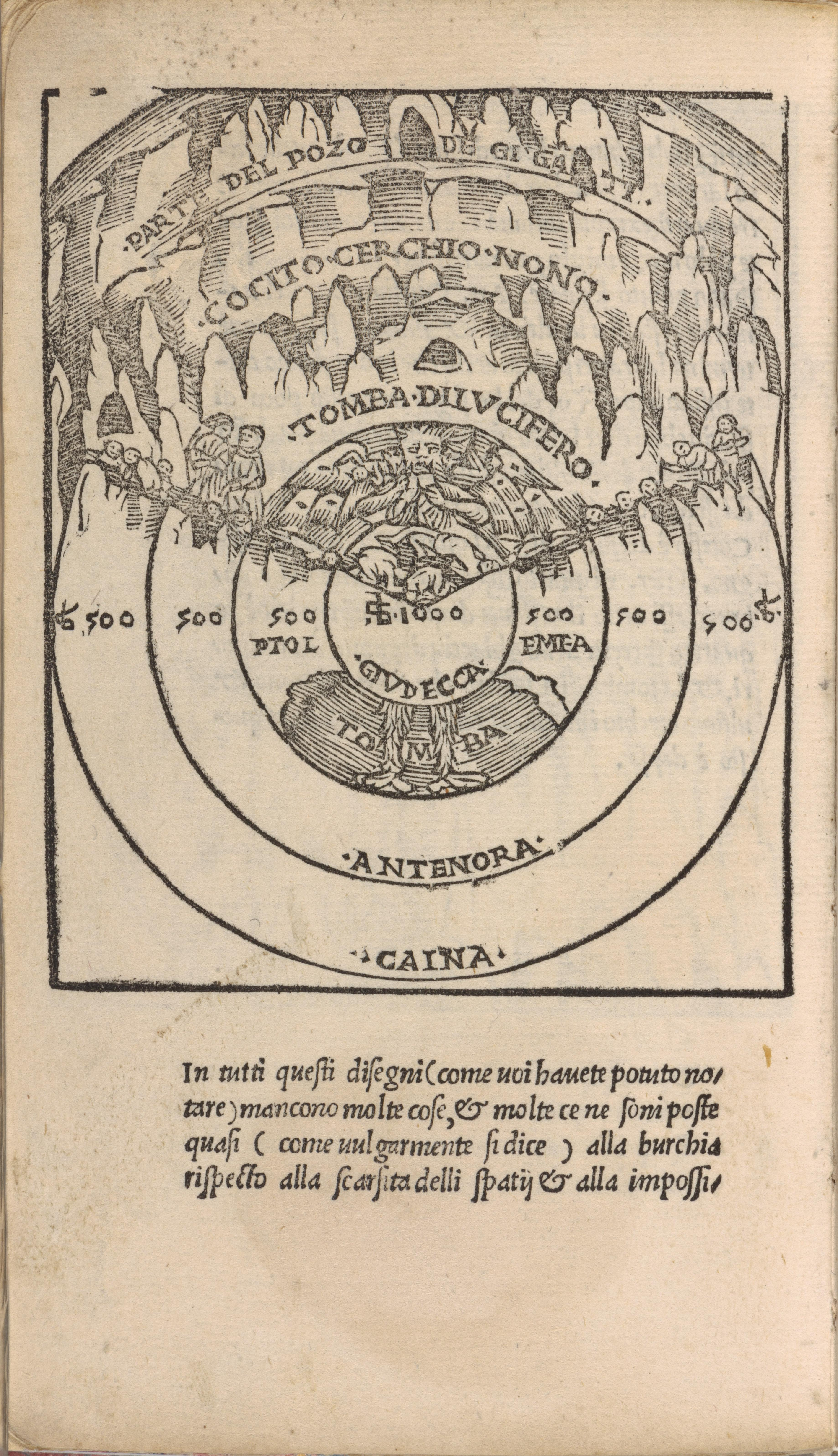
Túmulo de Lúcifer, 1506